# تلمبه محمد سبزعلیان
تلمبه محمد سبزعلیان یک منطقهٔ مسکونی در ایران است که در دهستان خورسند واقع شده‌است. تلمبه محمد سبزعلیان ۵۱ نفر جمعیت دارد.